# Styphonia mollis
Styphonia mollis là một loài thực vật có hoa trong họ Đào lộn hột. Loài này được (Kunth) Nutt. miêu tả khoa học đầu tiên năm 1838.